# Ilana Herrnstadt
Dra. Ilana Herrnstadt ( 1940 - ) es una botánica, y brióloga israelí. Es parte del personal académico de la Universidad Hebrea de Jerusalén, obteniendo en esa Unidad su PhD, en 1974.

## Algunas publicaciones
- ilana Herrnstadt, chaia c. Heyn, marshall r. Crosby. 1980. New Data on the Moss Genus Gigaspermum. The Bryologist 83 (4 ): 536-541
- c.c. Heyn, i. Herrnstadt. 1977. Seed coat structure of Old World Lupinus species. Bot. Not. 130:427-435

### Libros
- chaia clara Heyn, ilana Herrnstadt, suzanne Jovet-Ast. 2004. The bryophyte flora of Israel and adjacent regions. Flora Palaestina. Ed. Israel Academy of Sciences and Humanities. 719 pp. ISBN 9652081523
- 1991. A checklist of the mosses of Israel
- 1990. Variation in spore texture in the genus Pottia
- 1990. Pterygoneurum crossidioides (Pottiaceae, Musci)
- 1990. Verbreitung und Soziologie terrestrischer
- --------------, chaia clara Heyn. 1977. A monographic study of the genus Prangos (Umbelliferae). Ed. Conservatoire et jardin botaniques de Genève. 91 pp. ISBN 2827700425

- La abreviatura «Herrnst.» se emplea para indicar a Ilana Herrnstadt como autoridad en la descripción y clasificación científica de los vegetales.[1]